# C/2011 R1 (Макнота)
C/2011 R1 (Макнота) — одна з гіперболічних комет. Відкрита 3 вересня 2011 року Робертом Макнотом, коли мала зоряну величину 16,5m.